# Global Operations
Global Operations — комп'ютерна гра в жанрі тривимірного шутера з виглядом від першої особи, розроблена Barking Dog Studios, поширенням гри займаються компанії Crave Entertainment і Electronic Arts.
Випущена в березні 2002 року, так само була присутня бета-версія на багатокористувацький варіанти гри, але була доступна тільки карта «Quebec». Повна версія гри — 13 карт, можливість одиночної і розрахованої на багато користувачів гри, і підтримка до 24 осіб на 3 команди. В результаті демо-версія мультиплеєра була реалізована тільки для карти «Antarctica».